# Wunderlichieae
Wunderlichieae Panero & Funk, 2007 è una tribù di piante angiosperme dicotiledoni appartenenti alla famiglia delle Asteraceae. Wunderlichieae è anche l'unica tribù della sottofamiglia Wunderlichioideae Panero & Funk, 2007.

## Descrizione

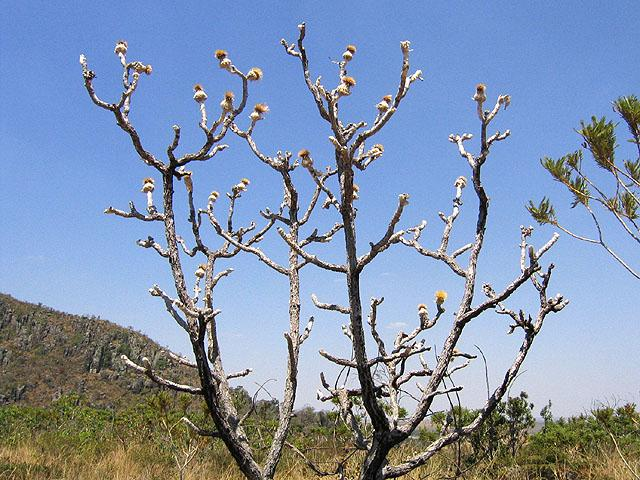
Il portamento
Wunderlichia mirabilis

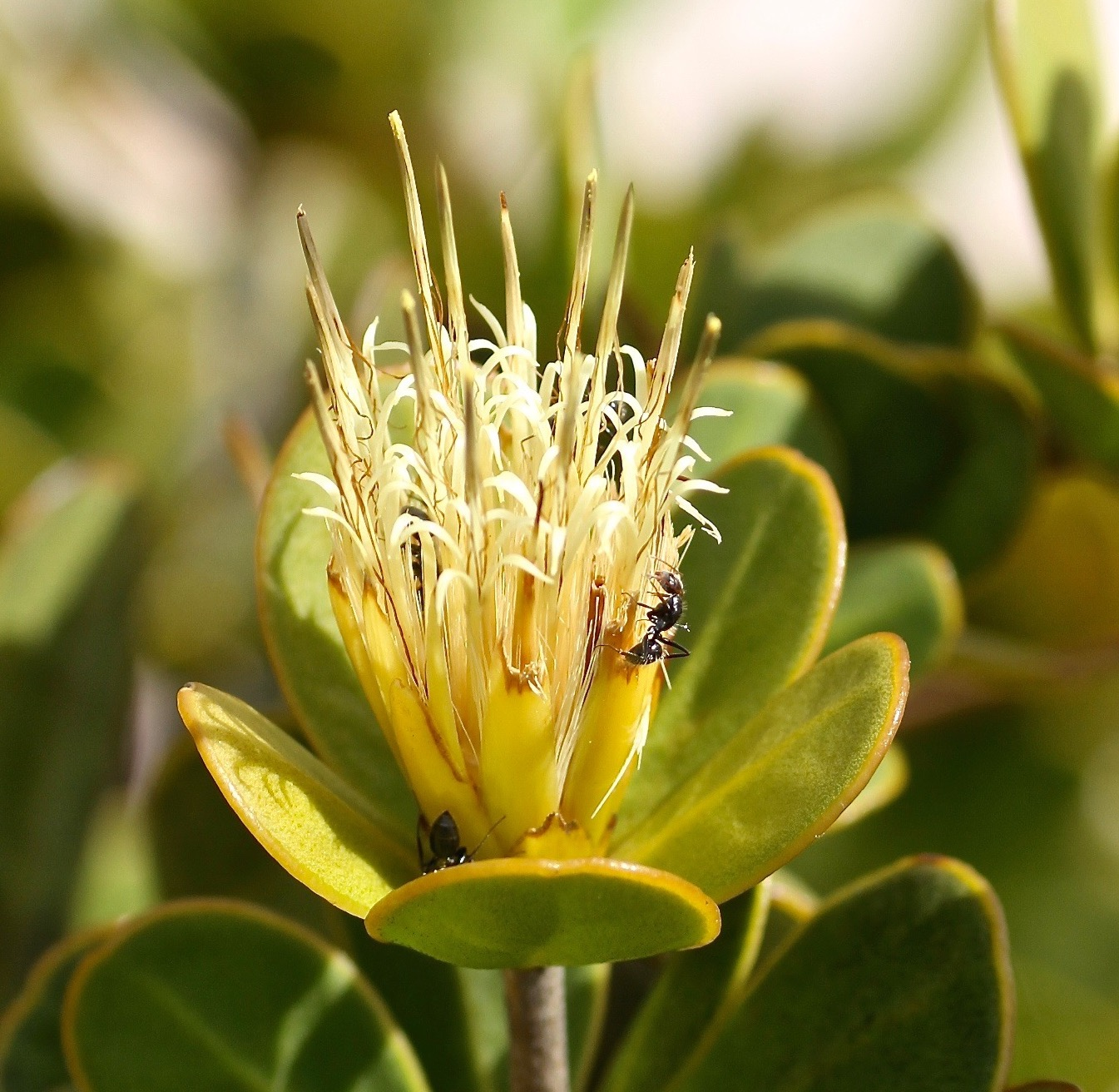
I fiori
Stomatochaeta sp.

Habitus. Le specie di questo gruppo hanno un habitus perenne arbustivo o anche piccolo-arboreo.
Foglie. Le foglie lungo il caule sono disposte in modo alternato o anche a spirale. Possono essere sessili o picciolate. La forma della lamina è varia: lineare, oblanceolata, ellittica o obovata. Il contorno in genere è intero e la consistenza può essere coriacea.
Infiorescenza. Le infiorescenze sono composte da capolini sessili (pseudopeduncolati), terminali e solitari (raramente sono raccolti in formazioni scorpioidi). I capolini di tipo discoide ed omogami o eterogami sono formati da un involucro a forma cilindrica, campanulata, emisferica o globosa composto da brattee (o squame) all'interno delle quali un ricettacolo fa da base ai fiori di tipo tubuloso. Le brattee, persistenti e simili a foglie, disposte su alcune serie in modo embricato e scalate in altezza, sono di vario tipo e consistenza. Il ricettacolo, alveolato, piatto o lievemente concavo, è provvisto di pagliette a protezione della base dei fiori; in alcune specie ne è privo.
Fiori. I fiori sono tetraciclici (a cinque verticilli: calice – corolla – androceo – gineceo) e in genere pentameri (ogni verticillo ha 5 elementi). I fiori, da pochi a molti, omomorfi (a forme tutte uguali), in genere sono ermafroditi e fertili.
- Formula fiorale:

*/x K {\displaystyle \infty }, [C (5), A (5)], G 2 (infero), achenio
- Calice: i sepali del calice sono ridotti ad una coroncina di squame.
- Corolla: il colore delle corolle è giallo, giallo-verdastro, crema o magenta. La corolla è tubolare (raramente bilabiata) e actinomorfa e termina con 5 lobi/denti. In alcune specie i lobi sono disposti a spirale.
- Androceo: l'androceo è formato da 5 stami con filamenti liberi e antere saldate in un manicotto circondante lo stilo.[10] Le antere in genere hanno una forma sagittata con appendici apicali acute. Le teche sono calcarate (provviste di speroni) e provviste di code. Talvolta le code sono connate tra di loro. Il polline normalmente è tricolporato a forma sferica (può essere microechinato).
- Gineceo: il gineceo ha un ovario uniloculare infero formato da due carpelli.[10]. Lo stilo è unico e con due stigmi generalmente senza il nodo basale; inoltre lo stilo è ricoperto di vesciche e rughe fin oltre la biforcazione dei due stigmi; mentre la base dello stilo è immersa in larghi lobi nettariferi. Gli stigmi sono corti o mediamente lunghi con terminazioni arrotondate (raramente acute) e ottuse; gli stigmi possono anche essere scarsamente divisi; in alcuni casi nella parte abassiale sono presenti delle papille. L'ovulo è unico e anatropo.

Frutti. I frutti sono degli acheni con pappo. La forma degli acheni è cilindrica (raramente è compressa); le pareti sono percorse da 10 coste e sono glabre o sericee. Il carpoforo (o carpopodium) è uno stretto anello o corto cilindro appena visibile oppure è assente. L'endosperma è cellulare. Il pappo è formato da un centinaio di setole disposte su diverse serie, sono barbate o piumose o piatte basalmente, ed è direttamente inserito nel pericarpo o è connato in un anello parenchimatico posto sulla parte apicale dell'achenio.

## Biologia
- Impollinazione: l'impollinazione avviene tramite insetti (impollinazione entomogama tramite farfalle diurne e notturne).
- Riproduzione: la fecondazione avviene fondamentalmente tramite l'impollinazione dei fiori (vedi sopra).
- Dispersione: i semi (gli acheni) cadendo a terra sono successivamente dispersi soprattutto da insetti tipo formiche (disseminazione mirmecoria). In questo tipo di piante avviene anche un altro tipo di dispersione: zoocoria. Infatti gli uncini delle brattee dell'involucro si agganciano ai peli degli animali di passaggio disperdendo così anche su lunghe distanze i semi della pianta.

## Distribuzione e habitat
La distribuzione della tribù è relativa al Sud America. In particolare il genere Wunderlichia è endemico del Brasile.

## Tassonomia
La famiglia di appartenenza di questa voce (Asteraceae o Compositae, nomen conservandum) probabilmente originaria del Sud America, è la più numerosa del mondo vegetale, comprende oltre 23.000 specie distribuite su 1.535 generi, oppure 22.750 specie e 1.530 generi secondo altre fonti (una delle checklist più aggiornata elenca fino a 1.679 generi). La famiglia attualmente (2021) è divisa in 16 sottofamiglie.

### Filogenesi
La sottofamiglia Wunderlichioideae, nell'ambito delle Asteraceae occupa una posizione "basale" (si è evoluta precocemente rispetto al resto della famiglia) ed è molto vicina alla sottofamiglia Gochnatioideae; probabilmente formano un "gruppo fratello" caratterizzato morfologicamente dallo stilo con corti bracci con apici arrotondati. Recentemente la sottofamiglia stata ridotta ad una sola tribù.
Questo gruppo è anche definito come "Wunderlichieae Clade", caratterizzato da fiori actinomorfi tubolari, ricettacolo più o meno con pagliette e da stili ricoperti di vesciche e rughe fin oltre la biforcazione dei due stigmi. In trattamenti precedenti i generi della tribù erano descritto all'interno della sottotribù "Gochnatiinae" (tribù "Mutisieae) e nel gruppo "Stenopadus Group" (tribù "Mutisieae) formato tra l'altro da diversi generi ora trasferiti alla tribù Stifftieae (sottofamiglia Stifftioideae).
Gli ultimi studi di tipo filogenetico sul DNA delle varie specie di questa tribù hanno evidenziato come unico clade basale il clade Wunderlichieae.
I caratteri distintivi delle specie di questo gruppo sono:
- lo stilo è papilloso ben oltre la biforcazione degli stigmi;
- il ricettacolo quasi sempre è provvisto pagliette;
- le appendici delle antere sono acute;
- il pappo è formato da oltre 100 setole.

### Elenco dei generi
La tribù Wunderlichieae comprende 4 generi e 36 specie:
| Genere                                              | N. specie | Distribuzione                                             |
| --------------------------------------------------- | --------- | --------------------------------------------------------- |
| Chimantaea Maguire, Steyerm. & Wurdack, 1957        | 9 pp.     | Venezuela (Guyana Highlands)                              |
| Stenopadus S. F. Blake, 1931                        | 15 spp.   | Brasile, Colombia, Ecuador e Venezuela (Guyana Highlands) |
| Stomatochaeta (S. F. Blake) Maguire & Wurdack, 1957 | 6 spp.    | Brasile, Guyana e Venezuela (Guyana Highlands)            |
| Wunderlichia Riedel ex Benth. & Hook. f., 1873      | 6 spp.    | Endemismo del Brasile                                     |